# Psi Sagittarii
Psi Sagittarii (ψ  Sagittarii, förkortat Psi Sgr, ψ  Sgr) som är stjärnans Bayerbeteckning, är en trippelstjärna belägen i den mellersta delen av stjärnbilden Skytten. Den har en kombinerad skenbar magnitud på 4,86 och är svagt synlig för blotta ögat. Baserat på parallaxmätning inom Hipparcosuppdraget på ca 10,9 mas, beräknas den befinna sig på ett avstånd av ca 298 ljusår (ca 91 parsek) från solen.

## Nomenklatur
Enligt stjärnkatalogen i det tekniska memorandumet 33-507 - A Reduced Star Catalog Containing 537 Named Stars var denna stjärna benämnd Al Kiladah.
Psi Sagittarii var tillsammans med ν Sgr, τ Sgr, ω Sgr, 60 Sgr och ζ Sgr, Al Udḥiyy, “strutsens rede”.

## Egenskaper
Primärstjärnan Psi Sagittarii A är en orange till röd jättestjärna av spektralklass K2 III
. Den har en massa som är omkring dubbelt så stor som solens massa, en radie som är ca 8,3 gånger större än solens radie och utsänder från dess fotosfär ca 84 gånger mera energi än solen vid en effektiv temperatur på ca 6 000 K.
Det inre paret i denna trippelstjärna, komponenterna Ba och Bb av spektralklass A9 III respektive A3 V, har en omloppsperiod på 10,78 dygn och en excentricitet på 0,47. Dessa delar i sin tur ett omlopp med primärstjärnan Psi Sagittarii A, med en omloppsperiod på 20 år och en excentricitet på 0,51.